# Classic Brugge-De Panne 2025
Das Straßenradrennen Classic Brugge–De Panne 2025 war die 49. Austragung des belgischen Eintagesrennens. Das Rennen fand am 26. März 2025 statt und ist Teil der UCI WorldTour 2025. Das Frauenrennen wurde tags drauf am 27. März ausgetragen.
Den Sieg sicherte sich der Kolumbianer Sebastián Molano (UAE Team Emirates-XRG), der sich im Sprint einer kleinen Gruppe vor Jonathan Milan (Lidl-Trek) und Madis Mihkels (EF Education-EasyPost) durchsetzte.

## Teilnehmende Mannschaften und Fahrer
Mit Ausnahme der Ineos Grenadiers und dem Decathlon AG2R La Mondiale Team gingen alle 18 UCI WorldTeams bei dem Rennen an den Start. Weitere 8 UCI ProTeams nahmen das Rennen ebenfalls in Angriff. Für jede Mannschaft waren sieben Fahrer startberechtigt, wobei mit Taco van der Hoorn (Intermarché-Wanty) ein Fahrer nicht an den Start ging.
Neben dem Vorjahressieger Jasper Philipsen (Alpecin-Deceuninck) standen mit Tim Merlier, Yves Lampaert (beide Soudal Quick-Step), Dylan Groenewegen (Team Jayco AlUla), Elia Viviani (Lotto) vier weitere Sieger des Eintagesrennens am Start. Hinzu kam Alexander Kristoff (Uno-X Mobility) der Brugge–De Panne in seiner ursprünglichen Form als Etappenrennen gewann.
Aufgrund der flachen Topographie zählten die Sprinter als Favoriten. Hier waren in erster Linie Tim Merlier, Jasper Philipsen, Jonathan Milan (Lidl-Trek), Olav Kooij (Team Visma-Lease a Bike), Dylan Greonewegen, Arnaud De Lie (Lotto), Fabio Jakobsen (Team Picnic PostNL), Sam Welsford (Red Bull-Bora-hansgrohe), Alexander Kristoff, Søren Wærenskjold (beide Uno-X Mobility), Arnaud Démare (Arkéa-B&B Hotels), Phil Bauhaus (Bahrain Victorious), Sebastián Molano (UAE Team Emirates-XRG), Milan Fretin (Cofidis), Gerben Thijssen (Intermarché-Wanty), Davide Ballerini (XDS Astana Team), Matthew Walls (Groupama-FDJ), Alberto Dainese und Maikel Zijlaard (beide Tudor Pro Cycling Team) zu nennen.
| UCI WorldTeams | UCI WorldTeams                  | UCI WorldTeams | UCI WorldTeams          | UCI WorldTeams | UCI WorldTeams          | UCI ProTeams | UCI ProTeams           | UCI ProTeams | UCI ProTeams    |
| -------------- | ------------------------------- | -------------- | ----------------------- | -------------- | ----------------------- | ------------ | ---------------------- | ------------ | --------------- |
| ADC            | Alpecin-Deceuninck              | IGD            | Ineos Grenadiers        | DFP            | Team Picnic PostNL      | IPT          | Israel-Premier Tech    | WB2          | Wagner Bazin WB |
| ARK            | Arkéa-B&B Hotels                | GFC            | Intermarché-Wanty       | TVL            | Team Visma-Lease a Bike | LOT          | Lotto                  |              |                 |
| TBV            | Bahrain Victorious              | LTK            | Lidl-Trek               | UAD            | UAE Team Emirates-XRG   | TFB          | Team Flanders-Baloise  |              |                 |
| COF            | Cofidis                         | MOV            | Movistar Team           | XAT            | XDS Astana Team         | TEN          | TotalEnergies          |              |                 |
| DAT            | Decathlon AG2R La Mondiale Team | RBH            | Red Bull-Bora-hansgrohe |                |                         | TUD          | Tudor Pro Cycling Team |              |                 |
| EFE            | EF Education-EasyPost           | SOQ            | Soudal Quick-Step       |                |                         | RKT          | Unibet Tietema Rockets |              |                 |
| GFC            | Groupama-FDJ                    | JAY            | Team Jayco AlUla        |                |                         | UXM          | Uno-X Mobility         |              |                 |

## Streckenführung
Die Strecke führte über 195,6 Kilometer von Brügge nach De Panne. Nach dem Start ging es auf direktem Weg Richtung Westen nach Veurne, wo die Fahrer bereits nach rund 55 Kilometern den finalen Rundkurs erreichten. Nach 67,2 Kilometern wurde zum ersten Mal die Ziellinie überquert. Anschließend folgten drei Runden auf einem 42,9 Kilometer langen Rundkurs. Dieser führte von De Panne aus entlang der Küste nach Koksijde. Danach drehte die Strecke landeinwärts und führte über Veurne, ehe die Fahrer auf der Vaartstraat entlang des Lovaart gen Süden fuhren. Bei einer schmalen Brücke überquerten sie den Kanal kurz vor Alveringem und folgten auf dem Weg nach Beauvoorde engen verwinckelten Straßen. Über die breitere W. Cobergherstraat führte die Strecke im Anschluss zurück in Richtung Norden. Die letzten sieben Kilometer beinhalteten mehrere Richtungswechsel und Straßenverengungen, ehe das Ziel in De Panne auf der Zeenlaan neben dem Marktplatz erreicht wurde.
Die flache Topografie des Rennens stellte eine ideale Streckenführung für die Sprinter dar. Aufgrund der Nähe zur Nordsee, konnte jedoch der Wind eine entscheidende Rolle spielen.

## Rennverlauf und Ergebnisse
Mit Taco van der Hoorn (Intermarché-Wanty) ging ein Fahrer nicht an den Start. In der frühen Rennphase setzten sich mit António Morgado (UAE Team Emirates-XRG), Victor Vercouillie (Flanders-Baloise), Michiel Lambrecht (Wagner Bazin WB), Joren Bloem und Hartthijs de Vries (beide Unibet Tietema Rockets) fünf Fahrer vom Hauptfeld ab. Die Gruppe fuhr einen maximalen Vorsprung von rund drei Minuten heraus.
Im Finale kam es zu zahlreichen Stürzen, die das Fahrerfeld in mehrere Gruppen teilte. Fünf Kilometer vor dem Ziel ereignete sich der erste größere Sturz, in den Alberto Dainese (Tudor) involviert war. Bei zwei weiteren Stürzen auf den anschließenden 2000 Metern kamen mit Gerben Thijssen (Intermarché-Wanty), Milan Fretin (Cofidis) und Arnaud Démare (Arkéa-B&B Hotels) drei weitere Mitfavoriten zu Sturz, ehe Hartthijs de Vries als letzter Ausreißer erst auf den letzten Kilometer gestellt wurde. 800 Meter vor dem Ziel kam es zu einem weiteren Massensturz in den auch Tim Merlier (Soudal Quick-Step), Olav Kooij (Visma-Lease a Bike) und Alexander Kristoff (Uno-X Mobility) verwickelt waren. Durch die zahlreichen Stürze zerfiel das Hauptfeld in mehrere Gruppen. 450 Meter vor dem Ziel eröffnete Sebastián Molano (UAE Team Emirates-XRG) den Sprint und setzte sich im Fotofinish vor Jonathan Milan (Lidl-Trek) durch. Platz drei ging an den Esten Madis Mihkels (EF Education-EasyPost). Nur 13 Fahrer erreichten das Ziel in der ersten Gruppe.
| Platz | Fahrer            | Nation | Team                    | Zeit                   |
| ----- | ----------------- | ------ | ----------------------- | ---------------------- |
| 01.   | Sebastián Molano  | COL    | UAE Team Emirates-XRG   | 4:07:23 h (47,44 km/h) |
| 02.   | Jonathan Milan    | ITA    | Lidl-Trek               | "                      |
| 03.   | Madis Mihkels     | EST    | EF Education-EasyPost   | "                      |
| 04.   | Phil Bauhaus      | GER    | Bahrain Victorious      | "                      |
| 05.   | Erlend Blikra     | NOR    | Uno-X Mobility          | "                      |
| 06.   | Max Kanter        | GER    | XDS Astana Team         | "                      |
| 07.   | Alexis Renard     | FRA    | Cofidis                 | "                      |
| 08.   | Laurenz Rex       | BEL    | Intermarché-Wanty       | "                      |
| 09.   | Dylan Groenewegen | NED    | Team Jayco AlUla        | "                      |
| 10.   | Sam Welsford      | AUS    | Red Bull-Bora-hansgrohe | "                      |

## Vergabe der UCI-Punkte
Die Classic Brugge-De Panne 2025 ist Teil der UCI WorldTour 2025. Nach dem Rennen wurden UCI-Punkte vergeben, die sich auf die Platzierung der Fahrer und Mannschaften im UCI Ranking auswirkten. Die Punktevergabe erfolgte nach folgendem Schlüssel:
| Platzierung  | 1.  | 2.  | 3.  | 4.  | 5.  | 6.  | 7. | 8. | 9. | 10. | Anmerkung                              |
| ------------ | --- | --- | --- | --- | --- | --- | -- | -- | -- | --- | -------------------------------------- |
| Tageswertung | 300 | 250 | 215 | 175 | 120 | 115 | 95 | 75 | 60 | 50  | gestaffelt bis zum 60. Platz (1 Punkt) |